# Highland Falls
Highland Falls est un village du Comté d'Orange au nord de la ville de New York.
Sa population était de 3 900 habitants en 2010.

## Personnalités
Kevin Jackson (1964-), champion olympique et double champion du monde de lutte libre.